# Nops agnarssoni
Espèce
Nops agnarssoni est une espèce d'araignées aranéomorphes de la famille des Caponiidae.

## Distribution
Cette espèce est endémique de Porto Rico. Elle se rencontre sur Caja de Muertos.

## Description
Le mâle holotype mesure 6,50 mm.

## Étymologie
Cette espèce est nommée en l'honneur d'Ingi Agnarsson.

## Publication originale
- Sánchez-Ruiz, Brescovit & Alayón, 2015 : Four new caponiids species (Araneae, Caponiidae) from the West Indies and redescription of Nops blandus (Bryant). Zootaxa, no 3972(1), p. 43-64.